# Ходжаев, Агзам Ашрапович
Агзам Ашрапович Ходжаев — советский хозяйственный, государственный и политический деятель.

## Биография
Родился в 1917 году в Ташкенте. Член КПСС.
С 1937 года — на хозяйственной, общественной и политической работе. В 1937—1970 гг. — рабочий, мастер, бригадир, комсорг ЦК ВЛКСМ завода № 84 города Ташкента, первый секретарь Ангренского горкома КП(б) Узбекистана, министр промышленности продовольственных товаров Узбекской ССР, заместитель председателя Совета Министров Узбекской ССР, первый председатель Госплана Узбекской ССР, заместитель председателя Совета Министров Узбекской ССР, председатель Ташкентского промышленного облисполкома, министр пищевой промышленности Узбекской ССР.
Избирался депутатом Верховного Совета Узбекской ССР 4-го, 5-го, 6-го и 7-го созывов.
Умер после 1992 года.